# 伊雷妮·埃普勒
伊雷妮·埃普勒（德語：Irene Epple，1957年6月18日—），德国女子高山滑雪运动员。她曾代表西德参加1976年、1980年和1984年冬季奥林匹克运动会高山滑雪比赛，其中1980年奥运会获得一枚银牌。